# فرناندو تورس
فرناندو خوزه تورس سانز یا ال نینو' (اسپانیایی: Fernando José Torres Sanz‎؛ زادهٔ ۲۰ مارس ۱۹۸۴) بازیکن پیشین فوتبال و سرمربی اهل اسپانیا است که برای باشگاهی همچون اتلتیکو مادرید و نیز تیم ملی اسپانیا بازی می‌کرد. او در جوانی بسیار بازیکن قهار و توانایی بود و در همان سن کم زیبایی فوتبال خود را نشان می‌داد، به همین خاطر به او لقب اِل نینیو(El Niño) به معنای «پسر بچه» را دادند.

## زندگی و حرفه
پدربزرگ او تعصبی به فوتبال نداشت اما از طرفداران اتلتیکو مادرید بود و فرناندو این علاقه را از او به ارث برده بود به حدی که فرناندو برخلاف خواسته والدینش، فلوری و خوزه، مبنی بر ادامه تحصیل در رشته پزشکی بازیکن فوتبال شد.
او می‌گوید که کارتون کاپیتان سوباسا (بازیکن فوتبالیستها) به او انگیزه بازیکن فوتبال شدن را داده و شخصیت کاپیتان سوباسا الگوی او بوده.
فرناندو فوتبالش را در پنج سالگی با تیم پارکو ۸۴ آغاز کرد. او در ابتدا می‌خواست مانند برادرش دروازه‌بان شود اما وقتی هفت ساله بود در یک بازی دو دندان جلویاش را از دست داد و مجبور به استفاده از پروتز مصنوعی شد. مادرش از او خواست تا پستش را عوض کند و به این ترتیب او مهاجم شد.
در نه سالگی پدرش با بردن او به اتاق مدال‌ها و افتخارات باشگاه اتلتیکو مادرید او را غافلگیر کرد. او که تا آن زمان تنها عکس‌هایی از جام‌ها و مدال‌های اتلتیکو را دیده بود توانست جام‌ها را از نزدیک ببیند و آن‌ها را لمس کند.
تورس در یازده سالگی با به ثمر رساندن ۵۵ گل برای تیمش توانست جزء یکی از سه بازیکنی باشد که اجازه حضور در تست تمرینی اتلتیکو مادرید را بدست آورده و سرانجام پس از جلب نظر کادر فنی این تیم توانست قراردادش را در سال ۱۹۹۵ با اتلتیکو امضاء کند. وی پس از ۶ سال به تیم بزرگسالان منتقل شد و به یک مهاجم مهم برای اتلتیکو تبدیل شد اما در سال ۲۰۰۷ به لیورپول پیوست تا بازی در لیگ جزیره را هم تجربه کند.
وی سرانجام پس از هجده سال در ژوئن سال ۲۰۱۹ از دنیای فوتبال خداحافظی کرد.
او با دانش بالایی که به عنوان بازیکن به دست آورده بود، آموزش مربیگری خود را از طریق دوره آشنایی با امکانات و تمرینات فدراسیون فوتبال اسپانیا (RFEF) در اتلتیکو مادرید آغاز کرد. تورس پس از چندین فصل مربیگری تیم زیر ۱۹ سال قرمز و سفیدها، دو عنوان قهرمانی لیگ دو آنر، یک صعود تاریخی به جمع چهار تیم نهایی لیگ جوانان یوفا و یک قهرمانی در جام حذفی اسپانیا (کوپا د کامپونس) را به دست آورد.

## دوران باشگاهی

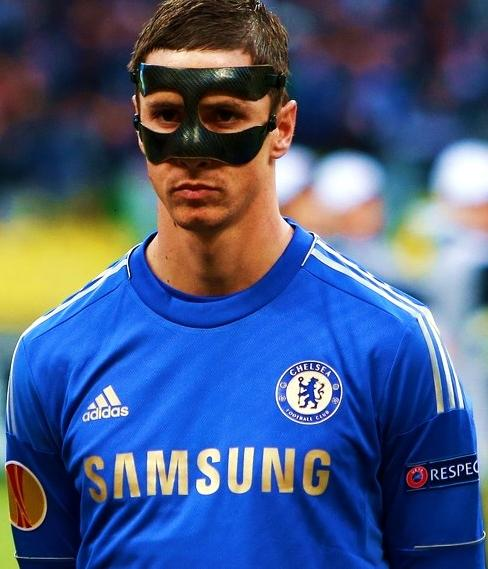
تورس در چلسی، ۲۰۱۳

### اتلتیکو مادرید
فرناندو خوزه تورس کارش را با اتلتیکو آغاز کرد. او در ۲۰۰۱ به لالیگا رفت و در ۱۷۴ بازی ۷۵ گل زد. بعد از آن او به سگوندا دیویزن{سطح پایین‌تر لالیگا}رفت و در ۴۰ حضور ۷ گل زد.
فرناندو خوزه تورس در سال‌های ۲۰۰۱تا۲۰۰۷در تیم اتلتیکو مادرید به صورت حرفه‌ای بازی می‌کرد. وی با درخشش در تیم اتلتیکو مادرید و به ثمر رساندن گل‌های زیاد و بسیار مهم خصوصاً در مقابل تیم‌های بارسلونا و رئال مادرید بسیار معروف گردید و در سال ۲۰۰۸ در هجوم قرار دادها او به تیم لیورپول رفت. علاوه بر ان او توانست در سال ۲۰۰۸با تیم ملی خود قهرمانی اروپا و در سال ۲۰۱۰ قهرمانی جام جهانی را بدست آورد. او در سال‌های ۲۰۰۸ تا ۲۰۱۵ در تیم‌های دیگر بود و در سال ۲۰۱۵ دوباره به اتلتیکو مادرید پیوست. او در سال ۲۰۱۷ در بازی مقابل تیم دپورتیوو ضربه مغزی شد و بر روی زمین افتاد. او روز بعد به هوش آمد و از بیمارستان مرخص شد.

### لیورپول
تورس در سال ۲۰۰۷ به لیورپول پیوست. او علی‌رغم پیشنهادهای مالی بهتر از سوی دیگر باشگاه‌ها، لیورپول را انتخاب کرد. وب پس از پیوستن به لیورپول امیدوار بود که بتواند به واسطه شش فصل حضورش در کنار بازیکنان بسیار خوب آن بازی کند و گل‌های زیادی را به ثمر برساند. او در اولین فصل حضورش در آنفیلد اولین بازیکنی شد که بعد از رابی فاولر در ۹۶–۱۹۹۵؛ ۲۰ گل زد. او همچنین سریع‌ترین بازیکن در لیورپول شد که توانست ۵۰ گل بزند. او توانست با افتخار در سال‌های ۲۰۰۸ و ۲۰۰۹ در تیم منتخب سال (fifa world xl) قرار بگیرد.
او می‌گوید: «بین بازیکنی که در دسته دوم اسپانیا بازی می‌کرد با بازیکنی که الان هستم تفاوتهای فیزیکی و فنی زیادی است و مهمترین آنها نوع حرکت من در میدان است. به مرور زمان بدون آنکه حس کنی یادمی‌گیری که بهتر حرکت کنی. خیلی کمتر از قبل میدوی و بیشتر با توپ کار می‌کنی سرعتت بالا می‌رود و می‌توانی در دفاع هم به تیم کمک کنی. دانستن این که در کجای زمین قرار بگیری چیزی است که در طول تجربه مسابقات می‌توانی آن را یاد بگیری.»

### چلسی
وی در ۲۷ ژانویه ۲۰۱۱ برای انتقال به چلسی با توافق رسید و قرارداد خود را در تاریخ ۳۱ ژانویه ۲۰۱۱ با مبلغ پنجاه میلیون پوند و به مدت ۴ سال به امضاء رساند تا رکوردی جدید در نقل و انتقالات انگلستان ثبت شود، این در حالی است که این قرارداد ششمین گران‌قیمت تاریخ فوتبال در جهان در زمان خود بوده‌است.او توانست در مدت حضورش ۲۰گل برساند او ناکامی های زیادی داشت اما با تیم چلسی(باگل زنی خودش)توانست به فینال لیگ قهرمانان اروپا برسد و قهرمان شود. او توانست با چلسی قهرمان لیگ اروپا،fa cup و لیگ قهرمانان اروپا شود.

### میلان
فرناندو تورس با یک قرارداد قرضی دو ساله در ۳۱ اوت ۲۰۱۴ به آ.ث. میلان پیوست. او در فکر آقای گلی بود اما به شرایط خوبی دست نیافت وبه ناکامی هایش ادامه داد و تنها ده بازی کرد. سپس او با یک قرارداد قرضی به تیم خودش اتلتیکو بازگشت.

### ساگان توسو
تورس در سال ۲۰۱۸ تصمیم گرفت برای سال های آخر بازی اش به جی لیگ ژاپن برود و تیم ساگان توسو را برای این کار انتخاب کرد. فرناندو پس از یک فصل بازی برای این تیم در ژوئن ۲۰۱۹ اعلام بازنشستگی کرد.در آخرین بازی زندگی خود اتفاق شرم اوری برای او و تیمش افتاد و با خوردن شش گل در  اخرین بازی دوران حرفه ای مثل  استیون جرارد از تیم ویسل کوبه ژاپن که اندرس اینیستا در آن بازی می کرد.

## دوران ملی

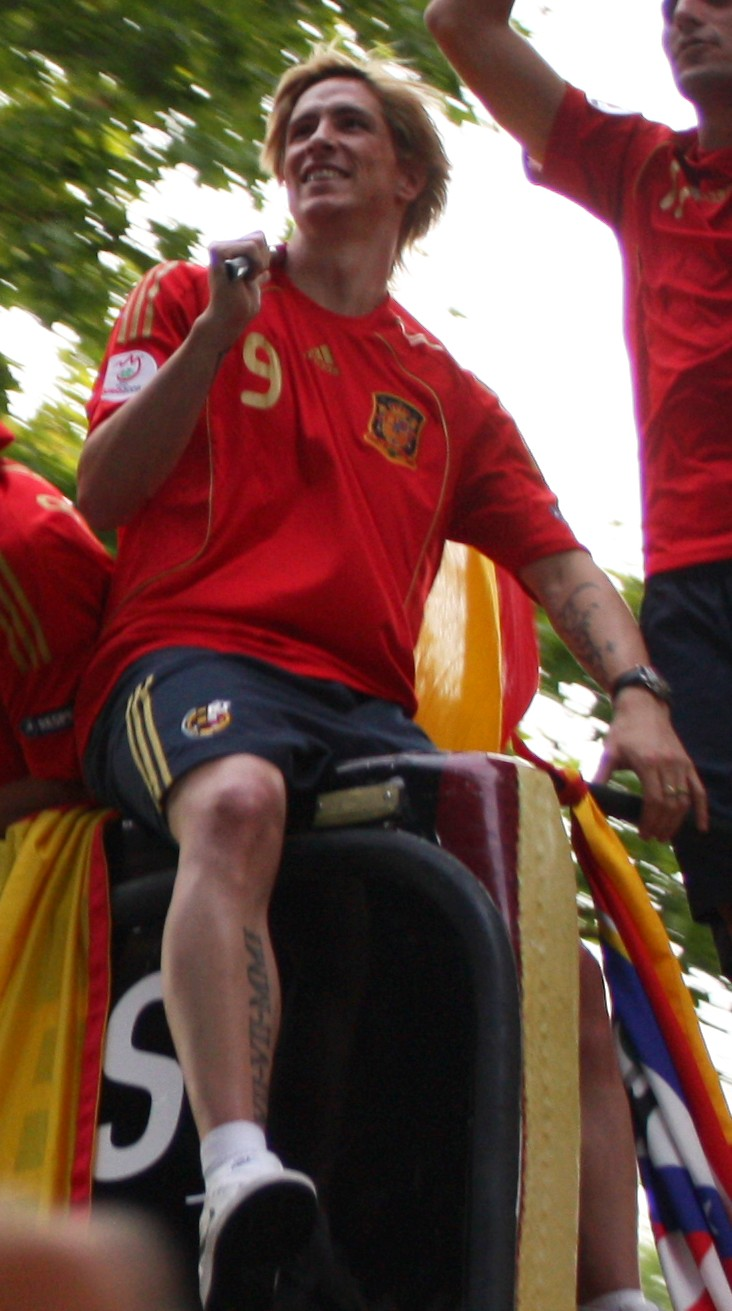
فرناندو تورس

تورس در چهارده سالگی به عنوان بهترین بازیکن رده سنی خودش در اروپا انتخاب شد. او توانست به همراه تیم ملی اسپانیا عنوان قهرمانی را در جام ملتهای اروپا و در رده سنی زیر شانزده سال بدست آورده و عنوان بهترین بازیکن و گلزن آن دوره از مسابقات را از آن خود کند. از آن زمان به بعد او به چهره‌ای شناخته شده در میان مردم تبدیل شد. فرناندو به همراه تیم ملی اسپانیا قهرمان جام ملتهای اروپا در رده سنی زیر ۱۹ سال شد و عنوان آقای گلی مسابقات را بدست آورد.
نخستین بازی او در تیم ملی بزرگسالان اسپانیا، در سال ۲۰۰۳ در برابر تیم ملی پرتغال بود. او همراه با تیم ملی در هفت تورنمنت مهم یعنی یورو ۲۰۰۴، جام جهانی ۲۰۰۶، یورو ۲۰۰۸، جام جهانی ۲۰۱۰، یورو ۲۰۱۲، جام کنفدراسیون‌ها ۲۰۱۳، جام جهانی ۲۰۱۴ شرکت داشت. او در جام ملت‌های اروپا ۲۰۰۸، مجموعاً دو گل در مقابل تیم‌های ملی سوئد و آلمان (بازی فینال) به ثمر رساند.
در جام جهانی فوتبال ۲۰۱۰ شرکت داشت و در فینال و در دقایق پایانی به زمین رفت و در گل پیروزی اسپانیا مقابل هلند نقش اساسی داشت.

## افتخارات

### باشگاهی
اتلتیکو مادرید
- سگوندا دیویسیون: ۰۲–۲۰۰۱[۹]
- لیگ اروپا: ۱۸–۲۰۱۷
- لیگ قهرمانان اروپا نایب قهرمان: ۱۶–۲۰۱۵[۱۰]

چلسی
- جام حذفی فوتبال انگلستان: ۱۲–۲۰۱۱[۹]
- لیگ قهرمانان اروپا: ۱۲–۲۰۱۱[۹]
- لیگ اروپا: ۱۳–۲۰۱۲[۹]

### ملی
اسپانیا
- جام ملت‌های اروپا: ۲۰۰۸، ۲۰۱۲[۹]
- جام جهانی فوتبال: جام جهانی فوتبال ۲۰۱۰[۹]
- جام کنفدراسیون‌ها نایب قهرمان: ۲۰۱۳؛[۹] مقام سوم: ۲۰۰۹[۹]